# Плитчина
Плитчина се нарича издигане на дъното в море, река, езеро, което затруднява корабоплаването. Обикновено се образува от наслагването на наноси от пясък или чакъл, но може да бъде и с вулканичен произход или в резултат на човешка дейност.
Плитчина до брега на водоем или водоток се нарича нанос; плитководната област на океана, долепена към континента се нарича шелф.
Плитчините може да са скрити под водата постоянно или да се появяват на повърхността на водата периодически (например по време на отлива в морето, изменения в нивото на водата в реките при снеготопене, пълноводие) във вид на острови, коси и т.н.
В речните плитчини, където е възможно реката да бъде прекосена пеш или със сухоземен транспорт, се формират бродове.
В преносен смисъл: да „заседна в плитчина“; да „заседна на плитко“; да съм „на сухо“ означава да се изпадне в затруднено положение, най-често финансово.